# Franz Hantschel
Franz Hantschel (* 4. Oktober 1844 in Kottowitz, Kaisertum Österreich, heute Tschechien; † 23. Februar 1940 in Wien) war ein deutschböhmischer Arzt und Heimatforscher.

## Leben
Franz Hantschel studierte an der Josefs-Akademie in Wien, wurde 1870 Doktor der Medizin und danach Oberarzt beim Garnisonsspital in Lemberg, Stockerau und Wien. Ab 1874 war er als Regimentsarzt in Znaim tätig, später in Brünn und als Chefarzt in den Bosnien-Feldzügen.
Ab 1879 praktizierte er als Arzt in Česká Lípa, widmete sich der Heimatkunde und wurde Schriftsteller sowie Autor heimatkundlicher Veröffentlichungen. Er war führender Repräsentant des „Nordböhmischen Exkursions-Klubs“ und redigierte auch dessen Zeitschrift Mitteilungen des Nordböhmischen Exkursions-Klubs.
Auch nach seinem Umzügen, zunächst nach Prag-Smíchov, dann nach Linz, beschäftigte er sich zusammen mit seinem Jugendfreund, dem Pädagogen und Heimatforscher Anton Amand Paudler (1844–1905), Ordensgeistlicher, Lehrer und Mitbegründer des Nordböhmischen Exkursions-Klub, weiter heimatkundlich und blieb in Kontakt mit seiner Herkunftsregion. Das Heimatkundemuseum in Česká Lípa hält die Erinnerung an die Forschungsergebnisse der beiden Heimatkundler wach. Zahlreiche Sammlungsstücke sind bis heute zugänglich.

## Veröffentlichungen (Auswahl)
- Seinem Heimatdorf widmete er 1880 das kleine Werk „Bad Kottowitz bei Haida (tschechisch Novy Bor) und seine Umgebung“, mit Angaben zur Geschichte und den Sehenswürdigkeiten der Gemeinde, die einst für ihre Bäder bekannt war.
- Dichtungen aus Nordböhmen, 1883
- Nordböhmischer Touristen-Führer, 1894, 2. Ausgabe 1907 (Digitalisat)
- Reichenberger Touristenführer, 1895, der heutigen Stadt Liberec
- Touristenführer durch das Böhmische Niederland, 1896 (Digitalisat)
- Nordböhmisches Sommerfrischen-Buch, 1896 (Digitalisat)
- Prähistorische Fundchronik, 1897
- Leipaer Touristenführer, 1900
- Die Felsenburg Altbürgstein, genannt Einsiedlerstein,  1902, die heutige Felsenburg Sloup
- Kammweg-Führer von der Jeschkenkoppe bis zum Rosenberge. Selbstverlag, Prag-Smichow 1905 (Digitalisat).
- Heimatkunde des politischen Bezirkes Böhmisch Leipa, 1911
- Biographien deutscher Industrieller aus Böhmen, Künstner, Böhmisch Leipa 1920